# Marco Petreschi
Marco Petreschi (Roma, 30 luglio 1944) è un architetto e docente universitario italiano.

## Biografia
Nato nel 1944 a Roma, si laurea in architettura presso la Sapienza Università di Roma nel 1970. Inizia la sua carriera professionale collaborando con il gruppo Metamorph, e poi con Guido Gigli, Riccardo Morandi e Leonardo Ricci. Contemporaneamente, intraprende la carriera accademica, contribuendo al corso di restauro sotto la direzione di Carlo Ceschi e Franco Minissi, e successivamente al corso di composizione architettonica diretto da Paola Coppola Pignatelli. Negli anni successivi diventa professore ordinario presso La Sapienza, ricoprendo diversi incarichi istituzionali, tra cui consigliere d'amministrazione (1996-1998), presidente del primo corso di laurea in Architettura degli Interni in Italia (2000-2006) e direttore del primo dottorato di ricerca in Architettura degli Interni e Arredamento. 

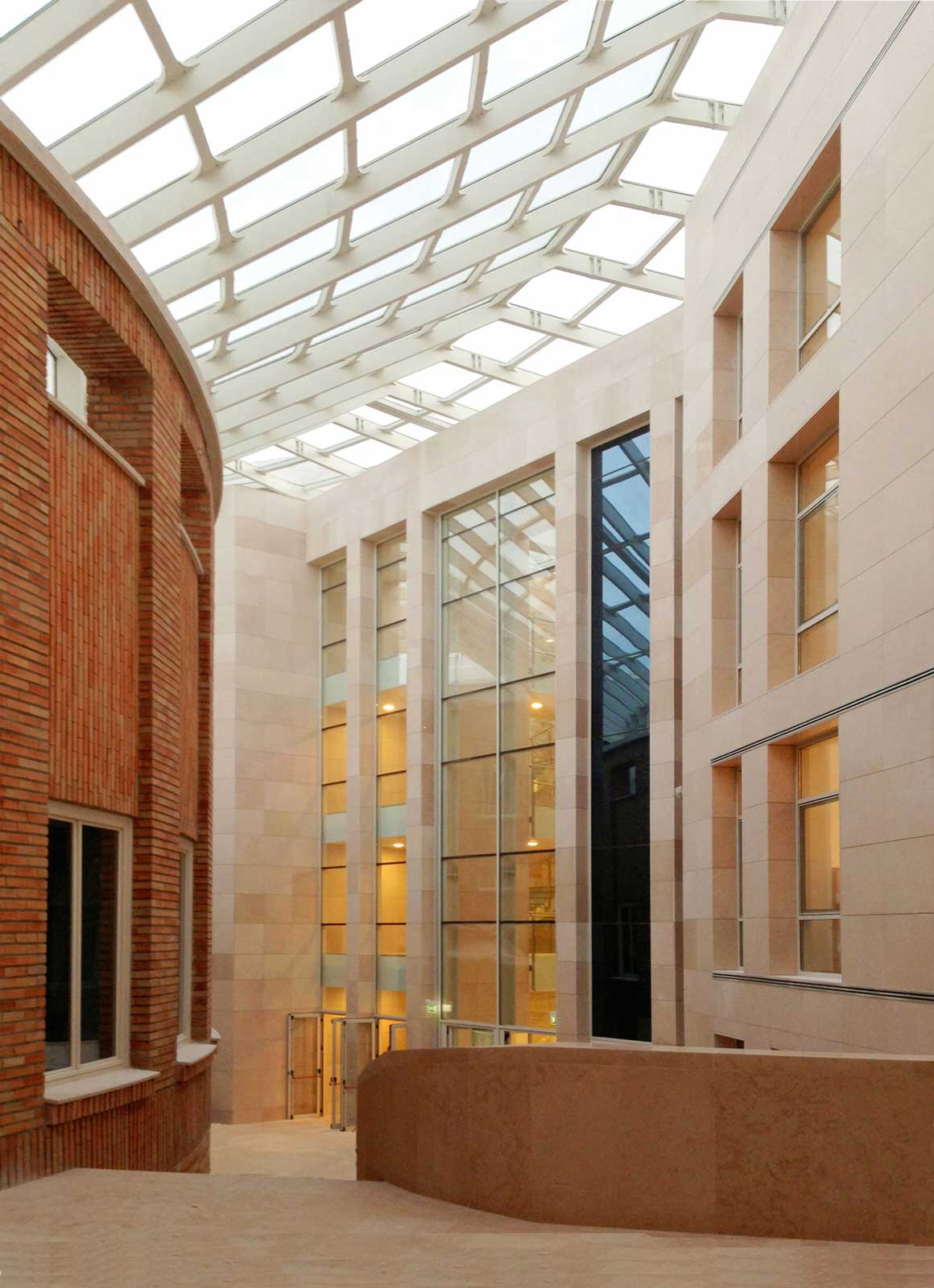
Banca Centrale di Albania, Tirana

Ha proposto il conferimento della laurea honoris causa a importanti architetti come Robert Venturi (1994), Ieoh Ming Pei (2004) e Joseph Rykwert (2010), tenendo anche le relative allocuzioni. È stato visiting professor e guest lecturer in diverse università internazionali, tra cui l'University of Pennsylvania, Yale, Harvard, MIT, la Boston Society of Architecture, Carlton University in Canada e le università di Xi'an, Nanjing, Tianjin e Tongji in Cina.
La sua ricerca progettuale si basa sul dialogo tra storia, contesto urbano e tecniche costruttive, ponendo particolare attenzione all'equilibrio tra tradizione e innovazione. Tra i suoi principali riferimenti figurano Luigi Moretti, Franco Albini, Carlo Scarpa, Frank Lloyd Wright, Louis Kahn, Charles Rennie Mackintosh e Otto Wagner.
Ha partecipato a numerosi concorsi nazionali e internazionali ottenendo premi e menzioni. Nei primi anni della sua carriera ha vinto il concorso per le case parcheggio dello IACP di Foggia, quello per la sede della Confederazione degli Agricoltori (CIA) a Roma e la nuova sede della Banca di Credito Cooperativo a Roma. Ha realizzato residenze private come la Casa dell'Ottico, la Casa del Notaio e le case di Porto San Paolo in Sardegna.
Ha progettato il restauro e l'ampliamento della Torre dell'Orologio a Porto Sant'Elpidio, della Banca Centrale d’Albania e dell'ex Hotel Dajti a Tirana. Tra le sue opere si annoverano anche il Centro Direzionale del Ministero della Difesa alla Cecchignola e la scenografia per la Giornata Mondiale della Gioventù a Tor Vergata nel 2000.
Tra le opere più recenti figurano la Chiesa di San Tommaso Apostolo all'Infernetto e quella di Santa Teresa di Calcutta a Ponte di Nona, realizzate nell'ambito dei concorsi promossi dal Vicariato di Roma per la costruzione di nuove chiese. Dal 2021 è impegnato nella costruzione del Polo culturale di Pomezia.

## Riconoscimenti
Nel 2003 riceve la Targa d'Oro dell'Unione Italiana per il Disegno (UDI). Una selezione dei suoi disegni e dipinti è stata raccolta nel libro Marco Petreschi: Diario per segni, alcuni dei quali acquisiti dalla Biblioteca Vaticana per il Gabinetto della Grafica. Alcuni dei suoi progetti sono conservati nell'archivio del MAXXI. Nel 2015 è stato candidato al Premio Mies van der Rohe.
Nel 2023 gli è stato dedicato un volume nella collana Maestri romani: Autoritratto di una generazione (1920-1950), promosso dalla Facoltà di Architettura de la Sapienza.

## Opere

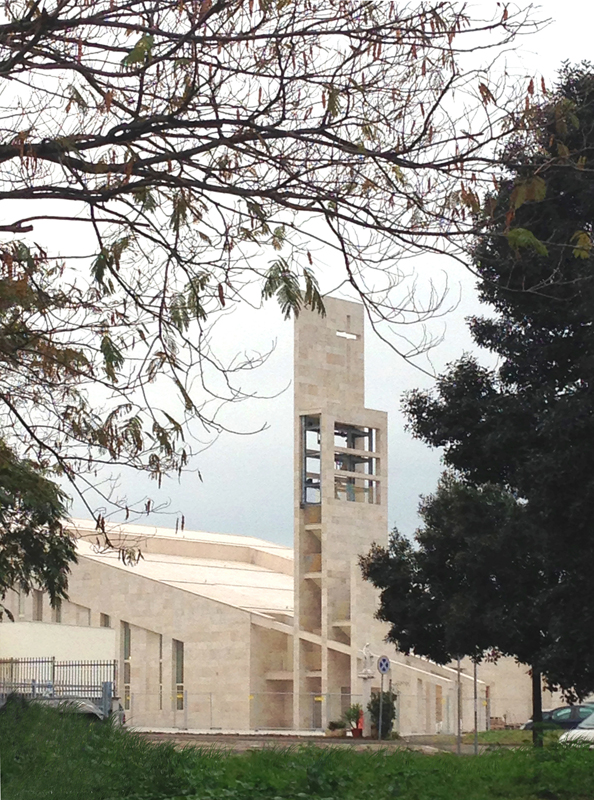
Chiesa di Santa Teresa di Calcutta, Roma

- Case parcheggio, IACP di Foggia (1977)[15]
- Sede della Cassa Rurale e Artigiana, via Casilina, Roma (1979-84)[16]
- Studi per la nuova linea di identificazione della Esso per le aree di servizio autostradali e urbane (1980-81)[17]
- Casa dell'Ottico, Sant'Egidio alla Vibrata (TE) (1980)[18]
- Restauro e ampliamento della Torre dell'Orologio, Porto Sant'Elpidio (1981-90)[19]
- Sede della Confederazione Italiana Coltivatori, Roma (1985)[20]
- Scuola media statale Pietro Metastasio, Cave, Roma (1986)[21]
- Casa del Notaio, Avellino (1990)[22]
- Case a Porto San Paolo (SS) (1991-2002)[23][24]
- Ministero della Difesa. Progetto per il comprensorio di via Marsala, Roma (1998)[25]
- Scenografia della Giornata Mondiale della Gioventù, Tor Vergata (2000)[26]
- Centro Direzionale del Ministero della Difesa, Cecchignola (2000-06)[27][28]
- Complesso parrocchiale San Tommaso Apostolo, Roma (2006-14)[29]
- Restauro e ampliamento della Banca Centrale d'Albania, Tirana, Albania (2008-14)[30][31]
- Complesso parrocchiale di Santa Teresa di Calcutta, Roma (2011-16)[32]
- Restauro e ampliamento dell'ex-Hotel Dajti, Tirana, Albania (2012-22)[33]
- Teatro comunale e museo archeologico, Pomezia (in corso dal 2021)

## Pubblicazioni
- L'eredità del luogo, Unipress, Roma 1982 (con V. Turiaco, G. Zuccon).
- L'Oriente di Carlo Scarpa, in V. Bordini, P. Coppola, R. Lenci, S. Lenci, a cura di, Trenta lezioni di architettura più una, Gangemi Ed., Roma 1990, pp. 152–156.
- La chiesa di Santa Caterina a Formello, ipotesi per una attribuzione, Officina Ed., Roma 1991.
- Progetti italiani per Nara – Migrazione ad Oriente, Istituto Giapponese di Cultura, Gangemi Ed., Roma 1993 (con Alessandro Cotti).
- Tracce, espressioni e segni attorno all'opera dei Fatebenefratelli in Sicilia (1585-1866), Ed. Libreria Dedalo, Roma 1995.
- IN_side, tre anni di Architettura di Interni a Valle Giulia, Idea Architecture Books, Roma 2005 (con Michele Molè).
- Disegni di maschere architettoniche. Riflessioni sparse, in «Disegnare, idee, immagini», n. 45, Roma 2012, pp. 7–11.
- Chiese della periferia romana 2000-2013. Dal Grande Giubileo all'anno costantiniano, Electa Ed., Roma 2013 (con N. Valentin).
- Architecture between Historical Heritage and Innovation – L'esempio della Banca di Albania, Gangemi Ed., Roma 2018.
- Il disegno dell'architetto, in «AR Magazine», n. 129/130, Roma 2024, pp. 156–167.

## Galleria d'immagini

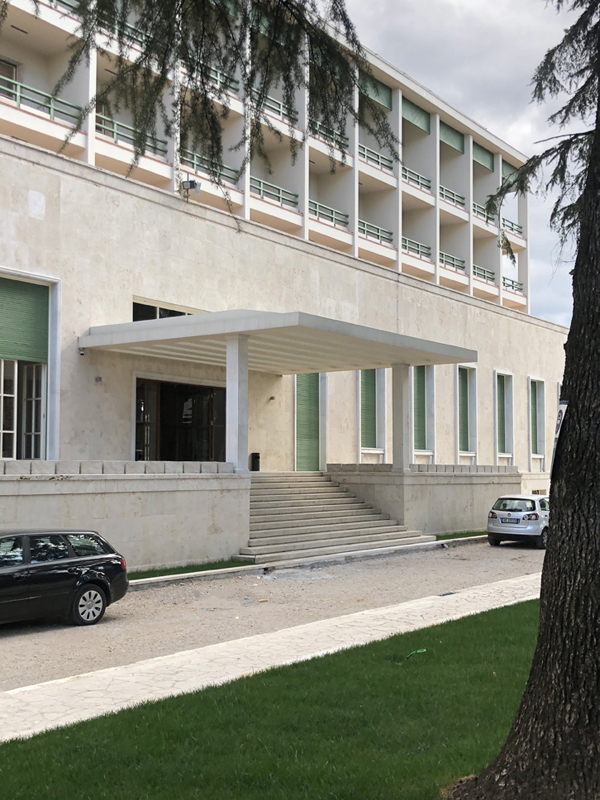
Ex-Hotel Dajti, Tirana, Albania
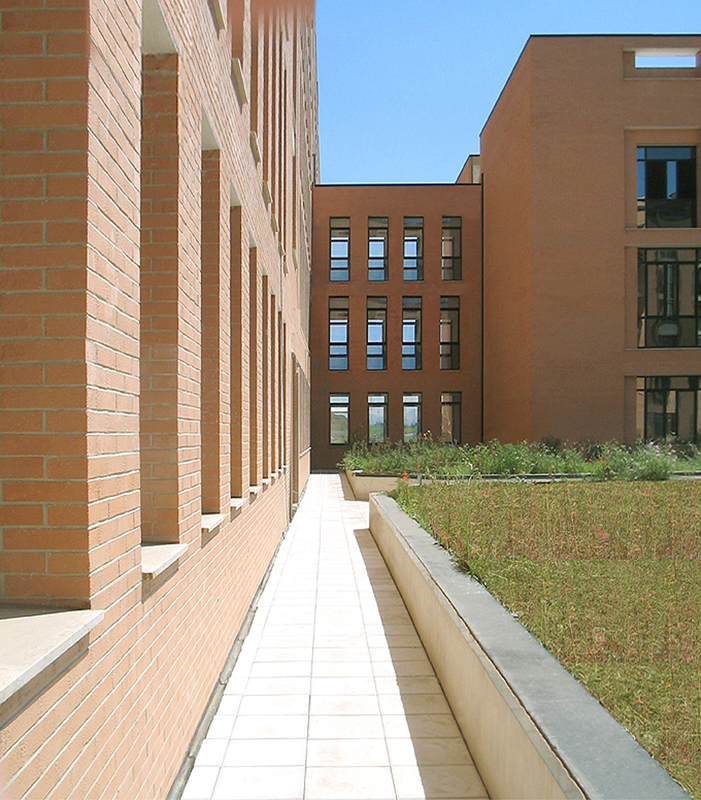
CD del Ministero della Difesa alla Cecchignola, Roma
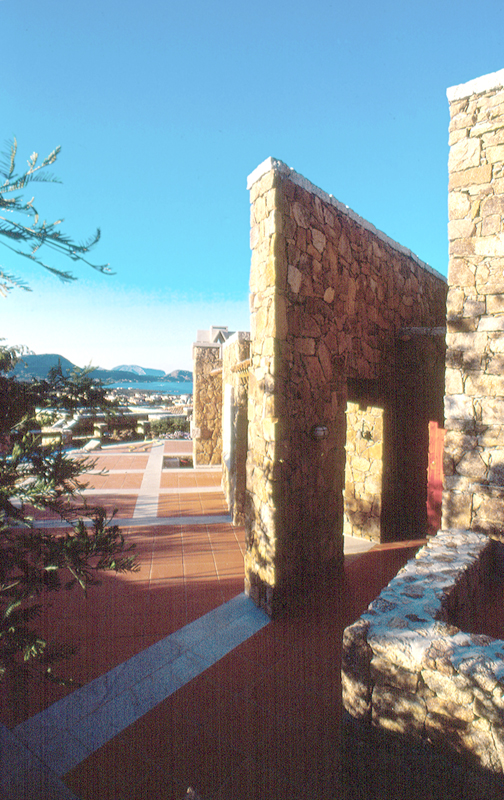
Case a Porto San Paolo (SS)
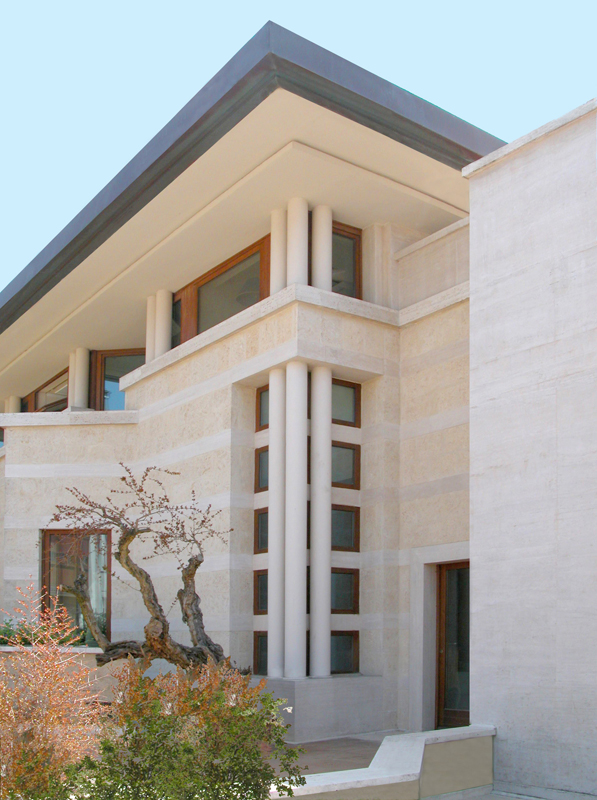
Casa del Notaio, Avellino
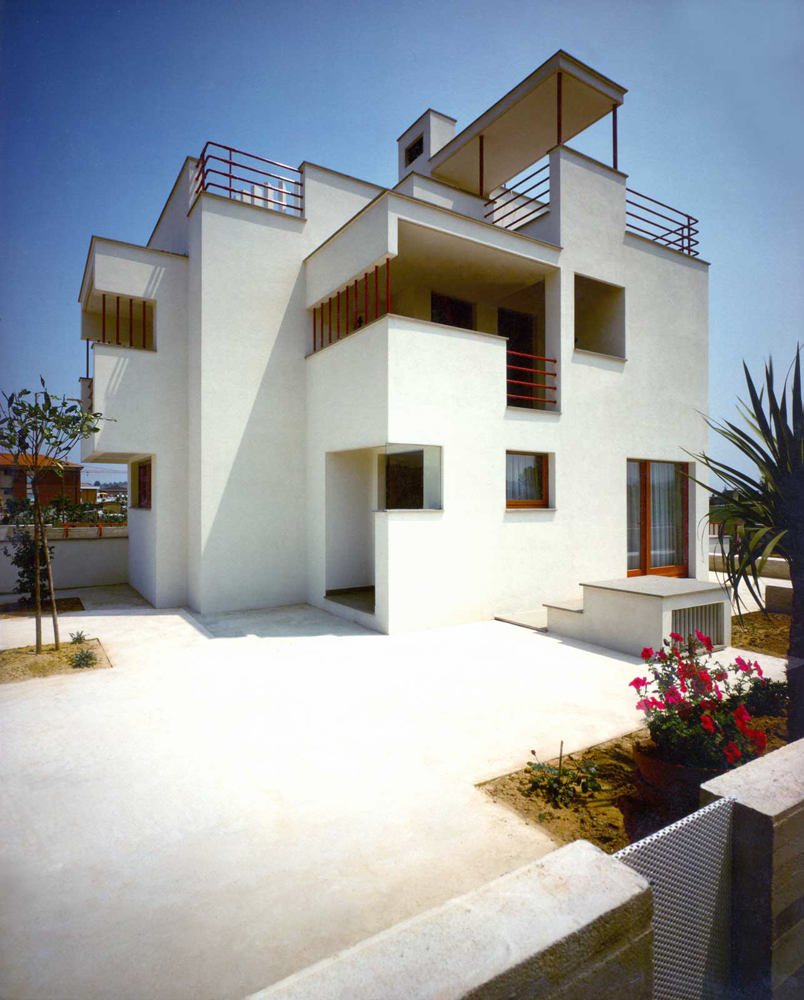
Casa dell'Ottico, Sant'Egidio alla Vibrata (TE)
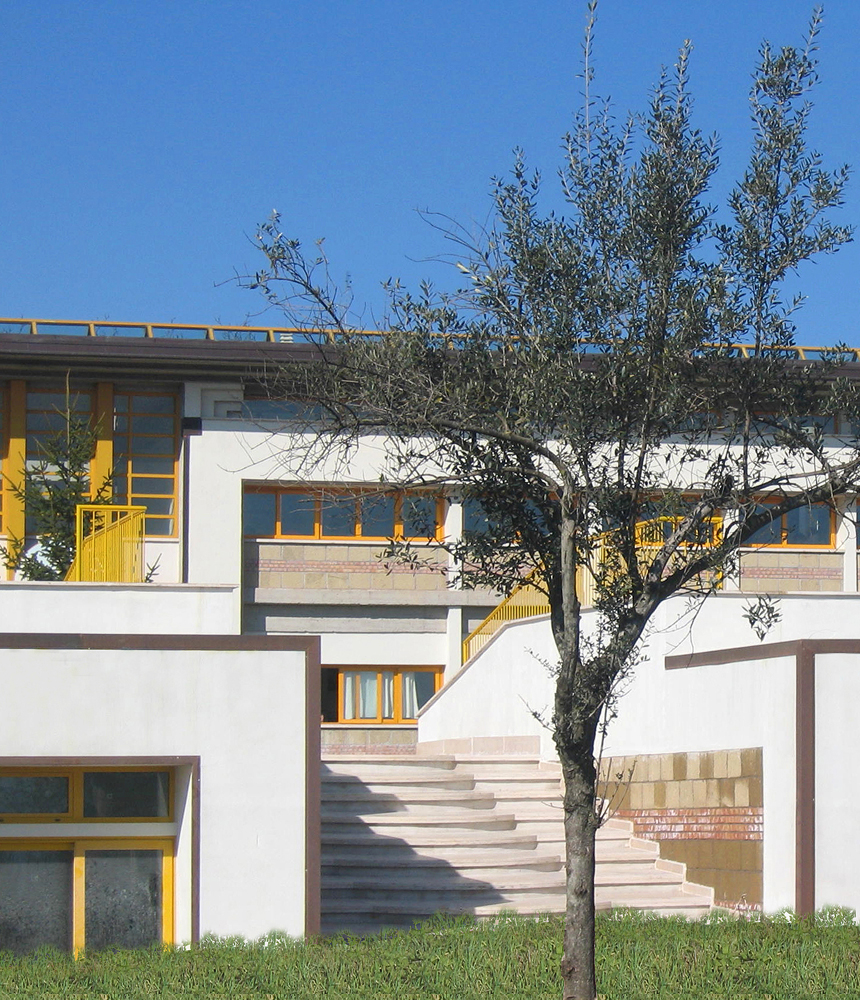
Scuola media statale Pietro Metastasio, Cave
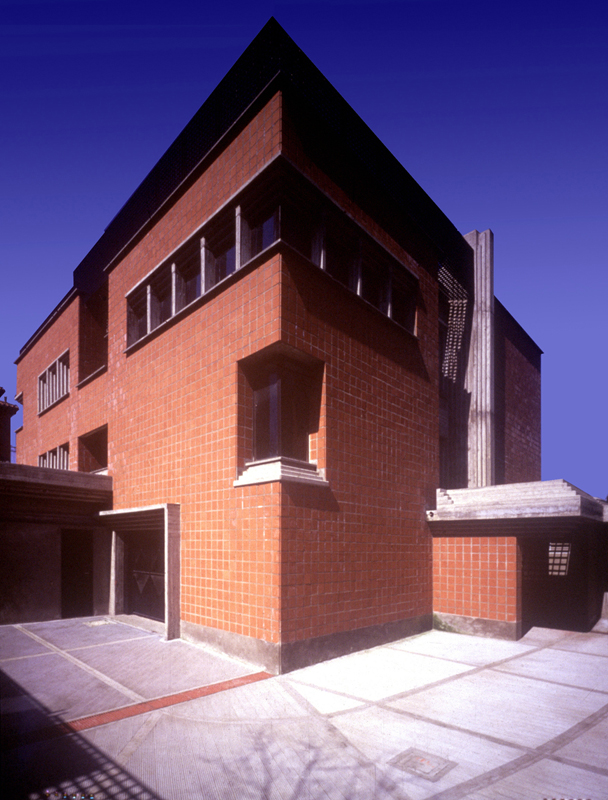
Cassa Rurale e Artigiana, via Casilina, Roma
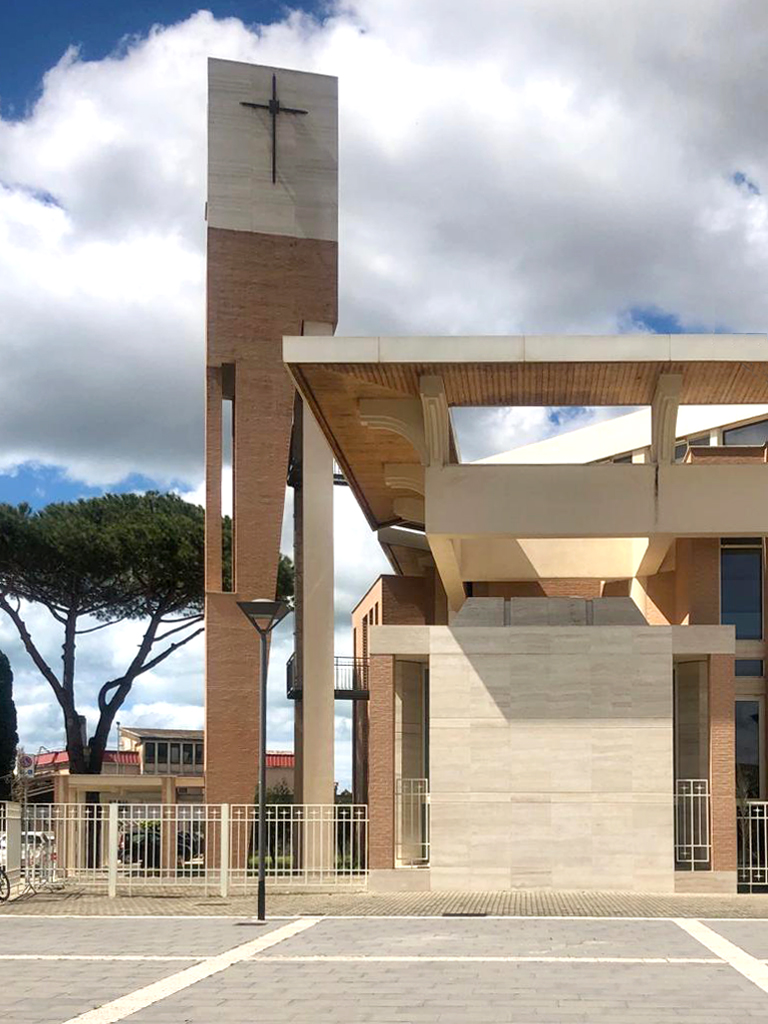
Chiesa di San Tommaso Apostolo, Roma